# Jipijapa (Ecuador)
San Lorenzo de Jipijapa, auch bekannt als Jipijapa, ist eine Stadt in der Provinz Manabí von Ecuador. Sie ist der Sitz des Kantons Jipijapa. Sie liegt im Norden des Landes. Jipijapa wurde am 10. August 1565 von Bernardo de Loayza gegründet und erlebte ab Mitte des neunzehnten Jahrhunderts, aufgrund der Kaffeeproduktion in der Region, ein beschleunigtes Bevölkerungswachstum und wurde zu einem bedeutenden städtischen Zentrum.

## Demografie
Im administrativen Stadtgebiet von Jipijapa leben 40.232 Einwohner. Die Bevölkerung bestand 2010 zu 83 % aus Mestizen, zu 3,3 % aus Weißen, zu 0,2 % aus Indigenen, zu 7,2 % aus Afroecuadorianern, zu 6,0 % aus Montubio und zu 0,3 % aus sonstigen Ethnien. Die Alphabetisierungsrate lag bei 93 % der Bevölkerung.
| Zensusjahr | Einwohnerzahl |
| ---------- | ------------- |
| 1982       | 27.146        |
| 1990       | 32.225        |
| 2001       | 36.078        |
| 2010       | 40.232        |

## Municipio
Das Municipio von Pasaje besitzt eine Fläche von 131,5 km². Beim Zensus 2010 wohnten 53.485 Menschen im Verwaltungsgebiet. Dieses ist in folgende 3 Parroquias urbanas gegliedert:

### Manuel Inocencio Parrales y Guale
Die Parroquia Manuel Inocencio Parrales y Guale (⊙) liegt im Westen von Jipijapa und wird im Osten von der Fernstraße E482 begrenzt. Namensgeber der Parroquia war der Kazike Manuel Inocencio Parrales y Guale (1745–1806).

### Miguel Morán Lucio
Die Parroquia Miguel Morán Lucio oder Dr. Miguel Morán Lucio (⊙) liegt im Nordosten von Jipijapa.

### San Lorenzo de Jipijapa
Die Parroquia San Lorenzo de Jipijapa (⊙) umfasst das Zentrum der Stadt.